# Шютценауэр, Тобиас
Тобиас Шютценауэр (нем. Tobias Schützenauer; родился 19 мая 1997 года в Граце, Австрия) — австрийский футболист, вратарь клуба «Штурм».

## Клубная карьера
Шютценауэр — воспитанник клуба «Штурм» из своего родного города. 24 мая 2015 года в матче против «Адмира Ваккер Мёдлинг» он дебютировал в австрийской Бундеслиге, заменив во втором тайме Кристиана Гратцая, который получил травму.

## Международная карьера
В 2016 году в составе юношеской сборной Австрии (до 19 лет) Шютценауэр принял участие в юношеском чемпионате Европы в Германии. На турнире он был запасным и на поле не вышел.